# District de Corozal
Pour les articles homonymes, voir Corozal.
Le district de Corozal est le district le plus au nord de Belize. La capitale du district est la ville de Corozal Town, et sa population était de 33 846 habitants, selon le recensement de 2000.
On trouve dans le district de Corozal les villes et villages de Chunox, Consejo, Little Belize, Louisville, Patchacan, Progresso, San Joaquin et Xaibe.
Bien que l'île de Caye Ambergris soit géographiquement plus proche du district de Corozal, elle fait partie du district de Belize.
Des ruines précolombiennes Maya sont situées à Santa Rita près de Corazal Town, de Louisville, et de Cerros.